# Bundesstraße 260
De Bundesstraße 260  (kort: B260) is een bundesstraße in de Duitse deelstaten Rijnland-Palts en Hessen.
De B260 is 64 kilometer lang en loopt door de Taunus van Lahnstein in Rijnland-Palts naar Walluf in Hessen.

## Routebeschrijving
De B260 begint bij afrit Lahnstein aan de B42 in Lahnstein niet ver van de monding van de Lahn in de Rijn. De weg volgt de Lahn in oostelijke richting door Fachbach, Bad Ems waar de B261 aansluit en Dausenau tot in Nassau waar de B417 aansluit. Hier verlaat de B260 het Lahndal en loopt door de dorpen Pohl, Holzhausen an der Haide waar een samenloop is met de B274, Heidenrod, op een kruising ten zuiden van Bad Schwalbach sluit de B275 vanuit Bad Schwalbach aan, Schlangenbad en Eltville en sluit in de aansluiting Walluf aan op de B42 die net ten oosten van het knooppunt overgaat in de A66 naar Wiesbaden.

## Geschiedenis
De B260 volgt een oude Römerstraße uit de middeleeuwen, maar de weg werd pas in de jaren 50 van de 20e eeuw geasfalteerd. In 2006 opende een 1,6 kilometer lange tunnel bij Bad Ems. Op 22 augustus 2013 opende een korte bypass van Dausenau.

## Verkeersintensiteiten
In 2010 reden dagelijks 12.000 voertuigen tussen Lahnstein en Bad Ems, dalend naar 3.000 tot 6.000 verder zuidelijk richting Hessen. Dit stijgt in Hessen naar 10.000 tot 16.000 voertuigen.
B1 · B3 · B7 · B8 · B9 · B10 · B26 · B27 · B35 · B37 · B38 · B39 · B40 · B41 · B42 · B43 · B43a · B44 · B45 · B47 · B48 · B49 · B50 · B51 · B52 · B53 · B54 · B55 · B55a · B56 · B56n · B57 · B58 · B59 · B61 · B62 · B63 · B64 · B65 · B66 · B66n · B67 · B68 · B70 · B80 · B83 · B84 · B219 · B220 · B221 · B223 · B224 · B225 · B226 · B227 · B228 · B229 · B230 · B231 · B233 · B234 · B235 · B236 · B237 · B238 · B239 · B241 · B249 · B250 · B251 · B252 · B253 · B254 · B255 · B256 · B257 · B258 · B259 · B260 · B261 · B262 · B263 · B264 · B265 · B266 · B267 · B268 · B269 · B270 · B271 · B272 · B274 · B275 · B277a · B278 · B279 · B284 · B288 · B323 · B324 · B326 · B327 · B399 · B400 · B403 · B405 · B406 · B407 · B409 · B410 · B411 · B412 · B413 · B414 · B416 · B417 · B418 · B419 · B420 · B421 · B422 · B423 · B424 · B426 · B427 · B428 · B429 · B448 · B449 · B450 · B451 · B452 · B453 · B454 · B455 · B456 · B457 · B458 · B459 · B460 · B469 · B473 · B474 · B475 · B476 · B477 · B478 · B479 · B480 · B481 · B482 · B483 · B484 · B485 · B486 · B487 · B488 · B489 · B499 · B504 · B506 · B507 · B508 · B509 · B510 · B511 · B513 · B514 · B515 · B516 · B517 · B519 · B520 · B521 · B525 · B528 · B611